# رضا ویسه
رضا ویسه (زاده ۱۳۳۴ در کرج) مدیر و مهندس ایرانی است که تا سال ۱۳۹۷ معاون هماهنگی و نظارت معاون اول رئیس‌جمهور ایران بوده‌است.
او ریاست هیئت عامل سازمان گسترش و نوسازی صنایع ایران (ایدرو) را بین سال‌های ۱۳۸۰ تا ۱۳۸۴ برعهده داشته‌است.
در این دوره پروژه فاز یک و فازهای شش، هفت و هشت پارس جنوبی را انجام داد. در دوره ریاست ویسه بر ایدرو، وابستگی خودروسازان به این سازمان زیاد شد، و او در پی داخلی سازی صنعت خودرو بود و برای حضور در بازار جهانی اقدام به مشارکت با شرکت رنو نیسان کرد؛ که در دولت بعدی این قرارداد بسیار مهم را ناقص اجرا کردند و صنعت خودرو سازی ضربه اساسی خورد.
در سال ۱۳۷۹ او نشان دولتی کار و تولید را از هیئت وزیران ایران از دست رئیس‌جمهور دریافت کرد.
رضا ویسه در دولت هشتم به عنوان معمار اصلی صنعت خودرو ایران شناخته شد.

## تحصیلات
رضا ویسه در ۱۳۳۴ در روستای برغان کرج زاده شد. دوره ابتدایی و دبیرستان را در برغان و تهران گذراند و در سال ۱۳۵۲ وارد دوره مهندسی متالورژی دانشگاه صنعتی شریف شد.
فوق لیسانس mba در دانشگاه surry لندن ۱۳۸۷ دریافت کرد و سپس دکتری تخصصی (phd) -مدیریت - در دانشگاه auh آمریکا در سال 1383 را اخذ نمود.

## جنجال‌ها
سه دهه فعالیت ویسه در صنعت خودروسازی و ارتباطات نزدیک او با دولت‌مردان خصوصاً اسحاق جهانگیری باعث جنجال‌های زیادی شده‌است. علاقه او در این صنعت بیشتر خودکفایی و طراحی و ساخت با برند بومی است که این امر با انتقادات زیادی رو به رو شده‌است. همچنین ورود او به عرصه نفت و گاز جنجالی بوده‌است. پیشنهاد او به عنوان وزیر صنعت، معدن و صنایع و تجارت در مهرماه ۱۳۹۷ با مخالفت جدی نمایندگان راست مجلس رو به رو شد.